# Sony Interactive Entertainment
Sony Interactive Entertainment LLC (SIE) (SIE) je americká společnost zabývající se videohrami a zábavním průmyslem, která je jednou z hlavních dceřiných firem Sony Group Corporation. Provozuje především herní konzole a produkty značky PlayStation.
V roce 1993 společnosti Sony a Sony Music Entertainment Japan společně založily v Tokiu firmu Sony Computer Entertainment, Inc. (SCEI), která v následujícím roce uvedla na japonský trh herní konzoli PlayStation a roku 1995 ji začala prodávat ve Spojených státech a Evropě. V dubnu 2010 byla Sony založena společnost Sony Network Entertainment International (SNEI), jež dostala na starost správu herních služeb PlayStation Network a Sony Entertainment Network, včetně prodejů her a dalšího obsahu v obchodě PlayStation Store a nabízení předplatného PlayStation Plus. Roku 2016 došlo ke sloučení obou jmenovaných společností do nového subjektu s názvem Sony Interactive Entertainment se sídlem ve Spojených státech.

## Historie
Společnost Sony Computer Entertainment, Inc. (SCEI) založilo Sony společně se svou dceřinou firmou Sony Music Entertainment Japan v roce 1993, aby se starala o podnikání korporace v oblasti videoher. Původní konzole PlayStation byla uvedena na trh 3. prosince 1994 v Japonsku. Operace v Severní Americe dostala na starost společnost Sony Computer Entertainment of America (SCEA), jež byla založena v květnu 1995 jako divize vydavatelství Sony Electronic Publishing.